# Josep Domènech Bonet
Benedykt z Santa Coloma de Gramenet (właściwie: Josep Domènech Bonet) (ur. 6 września 1892 w Santa Coloma de Gramenet, zm. 6 sierpnia 1936 w Pont de Vilamura koło Manresy) – hiszpański duchowny katolicki, kapucyn, męczennik, ofiara wojny domowej w Hiszpanii w latach 1936-39, błogosławiony Kościoła katolickiego

## Życiorys
Urodził się w 1892 roku w Santa Coloma de Gramenet. W 1909 roku wstąpił do zakonu kapucynów. 23 lutego 1913 złożył śluby zakonne, natomiast dwa lata później 29 maja 1915 roku przyjął święcenia kapłańskie. Został mistrzem nowicjatu w klasztorze kapucynów w Manresie. 22 lipca 1936 w czasie wojny domowej w Hiszpanii razem ze współbraćmi został zmuszony do jego opuszczenia, wskutek zajęcia go przez republikańską milicję. Udał się on wówczas w okolice Manresy, gdzie ukrywał się w pewnym domu. Jednakże 6 sierpnia 1936 został aresztowany przez republikanów. Ci kazali mu bluźnić, a gdy on się nie zgodził torturowali go, zaś następnie zamordowali przez zasztyletowanie.
23 stycznia 2020 papież Franciszek podpisał dekret o jego męczeństwie. Jego i dwóch towarzyszy beatyfikację zaplanowano na 14 listopada 2020 roku w Manresie, lecz została przesunięta z powodu pandemii koronawirusa. Ostatecznie beatyfikacja trojga męczenników odbyła się w Menresie 6 listopada 2021.